# Chitonomyces paradoxus
Chitonomyces paradoxus är en svampart som först beskrevs av Peyr., och fick sitt nu gällande namn av Roland Thaxter 1896. Chitonomyces paradoxus ingår i släktet Chitonomyces och familjen Laboulbeniaceae.  Arten är reproducerande i Sverige. Inga underarter finns listade i Catalogue of Life.